# Christian Ribeiro
Christian Michael Ribeiro es un futbolista galés nacido en Neath el 14 de diciembre de 1989. Juega como defensa para el Oxford United de la Football League One inglesa.

## Trayectoria

### Bristol City
Antes de firmar un contrato como profesional en el Bristol City, Ribeiro se formó en el Wanswell Wanderers, entrenado por aquel entonces por su padre y en la cantera del equipo. El contrato fue de 2 años y medio, pero no debutó hasta pasado dos años. Este debut se produjo en el partido correspondiente a la Copa de la Liga contra el Peterborough United y que acabó con una victoria por 2 a 1.En dicho partido sufrió una lesión que lo mantuvo apartado toda la temporada de los terrenos de juego.
Aunque en la temporada 2009/10 tan solo juega 1 partido debido a otra lesión, varios equipos desean hacerse con sus servicios, Ribeiro es cedido al Stockport County por un mes.Pasado dicho mes decide alargar el periodo de la cesión hasta principios de 2010, pero el Bristol City decide ejecutar la opción de vuelta debido a varios problemas en la confección de la plantilla.
Justo al año siguiente vuelve a ser cedido al Colchester United donde una lesión le hace volver de nuevo a su club.
Debido a la lesión del jugador del Carlisle United Frank Simek, es cedido a dicho equipo. Jugará un total de 5 partidos para volver de nuevo al Bristol, que lo cede 2 meses al Scunthorpe United.Esa temporada juega con el Scunthorpe 10 encuentros.

### Scunthorpe United
Después de haber sido cedido durante 2 meses, en la temporada 2012/13, Ribeiro decide firma por dos temporadas con opción a una tercera.Es en esta temporada cuando marca su primer gol como profesional.
Al final de la temporada 2013/14 y tras no ejercer la opción de renovar por una temporada más decide fichar por el Exeter City.

### Exeter City
Tras una pretemporada exitosa, en la que estuvo de prueba, ficha por una temporada por el equipo de la Football League Two y al final de dicha temporada decide renovar por otra, mas a pesar del interés de varios equipos de la Football League Championship.Esa temporada juega 35 partidos y marca un total de 4 goles.
Al finalizar la temporada 2015/16 el club decide no renovarle el contrato.

### Oxford United
Ribeiro firmó un contrato de 2 años con el equipo recién ascendido a la Football League One del Oxford United.

## Trayectoria Internacional
Ribeiro ha jugado en todas las categorías de la selección galesa de fútbol.Con la selección absoluta ha jugado 2 partidos internacionales, haciendo su debut en la derrota en un amistoso contra Croacia. Su segundo partido, valedero para la clasificación de la Eurocopa del 2012, también acabó en derrota contra Suiza. En ambos partidos Ribeiro salió desde el banquillo. 